# Coahoma County
Das Coahoma County ist ein County im US-Bundesstaat Mississippi. Der Verwaltungssitz (County Seat) ist Clarksdale, das nach John Clark benannt wurde, einem frühen Siedler in diesem Gebiet. Das U.S. Census Bureau hat bei der Volkszählung 2020 eine Einwohnerzahl von 21.390 ermittelt.

## Geographie
Das County liegt im Nordwesten von Mississippi, grenzt im Westen an Arkansas, wobei die natürliche Grenze durch den Mississippi River gebildet wird. Das Coahoma County hat eine Fläche von 1510 Quadratkilometern, wovon 75 Quadratkilometer Wasserfläche sind. Es grenzt an folgende Countys:
|                            | Tunica County    |                     |
| Phillips County (Arkansas) |                  | Quitman County      |
| Bolivar County             | Sunflower County | Tallahatchie County |

## Geschichte
Das Coahoma County wurde am 9. Februar 1836 aus Teilen des Choctaw-Landes gebildet. Benannt wurde es nach dem indianischen Wort für Puma.
21 Bauwerke und Stätten des Countys sind im National Register of Historic Places eingetragen (Stand 1. Februar 2018).

## Demografische Daten

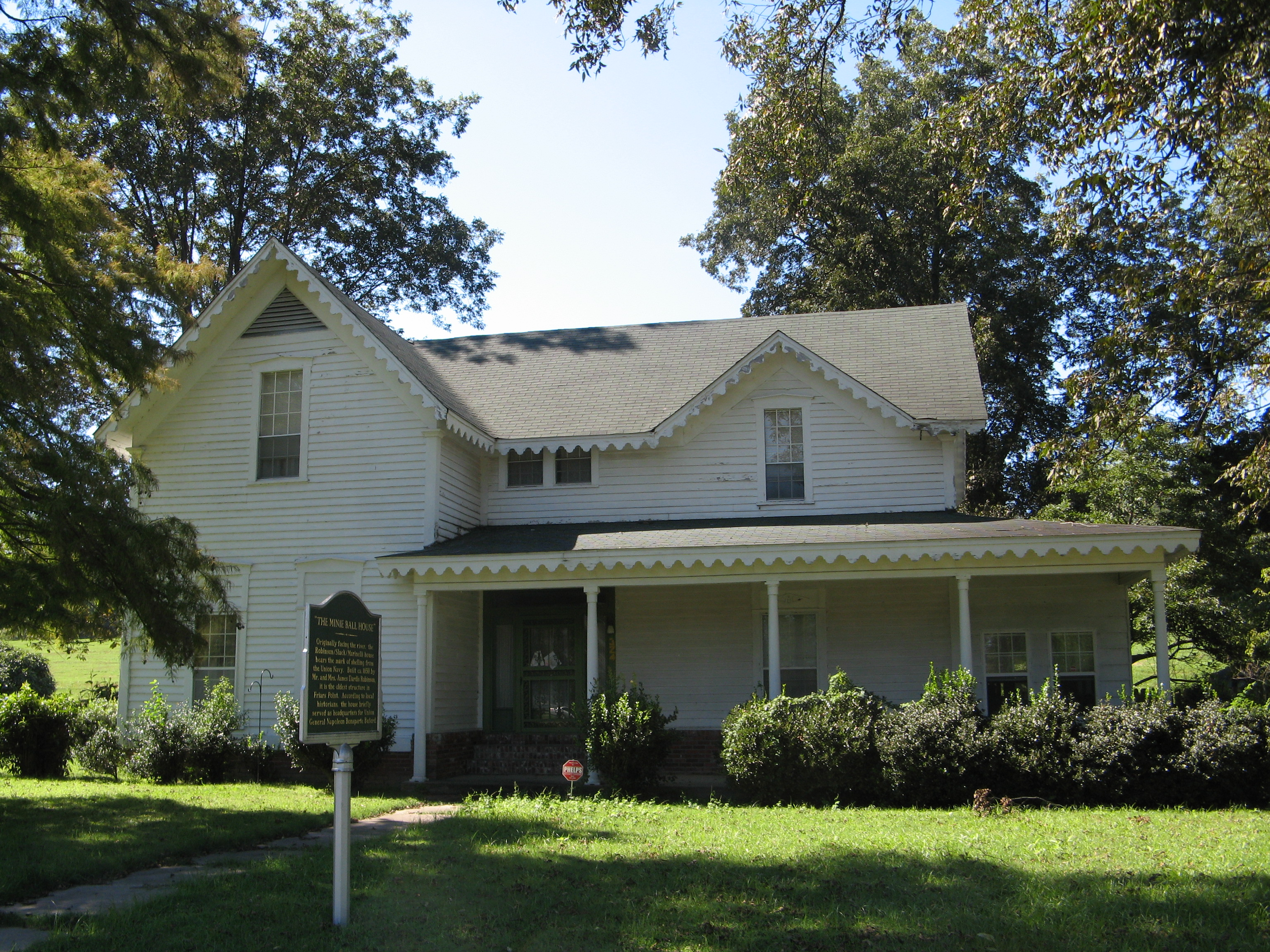
Minie Ball House, gelistet im NRHP

Alterspyramide des Coahoma Countys (Stand: 2000)

Nach der Volkszählung im Jahr 2000 lebten im Coahoma County 30.622 Menschen in 10.553 Haushalten und 7.482 Familien. Die Bevölkerungsdichte betrug 21 Personen pro Quadratkilometer. Ethnisch betrachtet setzte sich die Bevölkerung zusammen aus 29,28 Prozent Weißen, 69,21 Prozent Afroamerikanern, 0,09 Prozent amerikanischen Ureinwohnern, 0,47 Prozent Asiaten, 0,02 Prozent Bewohnern aus dem pazifischen Inselraum und 0,34 Prozent aus anderen ethnischen Gruppen; 0,60 Prozent stammten von zwei oder mehr Ethnien ab. 0,90 Prozent der Bevölkerung waren spanischer oder lateinamerikanischer Abstammung, die verschiedenen der genannten Gruppen angehörten.
Von den 10.553 Haushalten hatten 36,8 Prozent Kinder unter 18 Jahren, die mit ihnen lebten. 37,2 Prozent waren verheiratete, zusammenlebende Paare, 28,7 Prozent waren allein erziehende Mütter und 29,1 Prozent waren keine Familien. 26,2 Prozent aller Haushalte waren Singlehaushalte und in 11,5 Prozent lebten Menschen im Alter von 65 Jahren oder darüber. Die durchschnittliche Haushaltsgröße lag bei 2,83 und die durchschnittliche Familiengröße bei 3,42 Personen.
33,0 Prozent der Bevölkerung war unter 18 Jahre alt, 10,3 Prozent zwischen 18 und 24, 25,3 Prozent zwischen 25 und 44, 19,1 Prozent zwischen 45 und 64 Jahre alt und 12,3 Prozent waren 65 Jahre oder älter. Das Durchschnittsalter betrug 30 Jahre. Auf 100 weibliche kamen statistisch 84,9 männliche Personen und auf 100 Frauen im Alter von 18 Jahren oder darüber kamen 77,5 Männer.

Das durchschnittliche Einkommen eines Haushaltes betrug 22.338 USD, das einer Familie 26.640 USD. Männer hatten ein durchschnittliches Einkommen von 26.841 USD, Frauen 19.611 USD. Das Prokopfeinkommen lag bei 12.558 USD. Etwa 29,8 Prozent der Familien und 35,9 Prozent der Bevölkerung lebten unterhalb der Armutsgrenze.

## Städte und Gemeinden
| - Clarksdale - Coahoma - Friars Point | - Jonestown - Lula - Lyon |

## Infrastruktur
Das Coahoma County ist seit 2001 Eigentümer der Bahnstrecken Clarksdale–Lula, Lula–Jonestown und Clarksdale–Sumner–Swan Lake (Mississippi Delta Railroad), auf denen Schienengüterverkehr erbracht wird. Den Betrieb im Auftrag des Countys führt seit 2019 die Chicago, Rock Island and Pacific Railroad.